# 霧峰林家宅園
霧峰林家宅園（むほうりんけたくえん）は台湾台中市霧峰区にある台湾五大家族の一つである霧峰林家の邸宅（林家宅第）と庭園（莱園、または林家花園）から構成される建築群。台湾で最大規模の邸宅で現在も霧峰林家の末裔が居住している。1985年に国定古蹟に指定されたものの、1999年に921地震で大半が損傷し再建中である。林家末裔の企業である林本堂股份有限公司と財団法人阿罩霧文化基金会が施設を管理運営、中央政府・台中市政府からの補助を得ながら被災した建物の修復を自力で行っている。

## 林家宅第

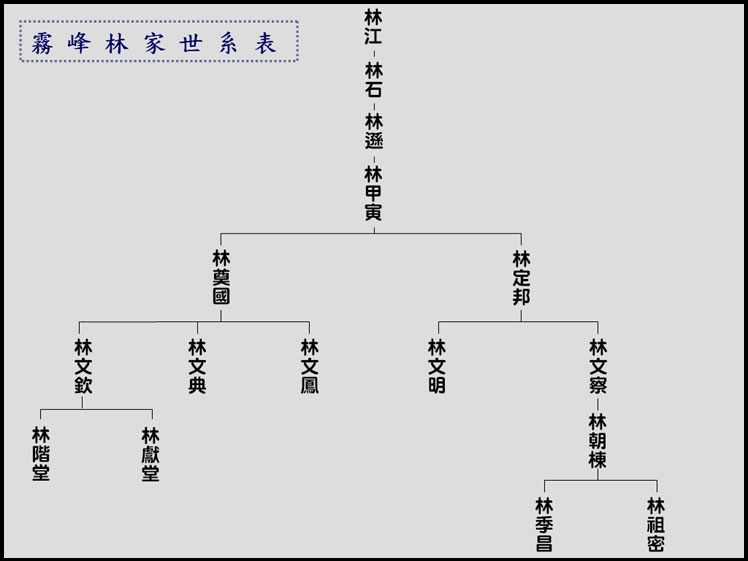
家系図

林家宅第（りんけたくだい）は大陸から渡来し、台湾府台湾県猫羅堡阿罩霧（現台中市霧峰区）に定住した霧峰林家初代の林石から3代目にあたる林甲寅の子のうち林定邦の下厝系と林奠国の頂厝系それぞれの邸宅に分かれている。「霧峰林家宮保第園区」として下厝系統が見学できるようになっている。

### 頂厝
蓉鏡斎（蓉鏡齋）
蓉鏡斎（ようきょうさい）は頂厝系統では最初に建てられた。当初は草屋型式の建築物で林奠国の住居だった。1887年（光緒13年）林文欽が草屋から蓉鏡斎に改築するときに、西側の入口に孔廟様式の半月池と山門が院落（中庭）と一体になる設計で増築された。その後に開いた私塾の教室として使われた。林家一族専用の学童教育場所で、日本統治時代にも漢文と詩学を教えていた。
景薫楼（景薰樓）
景薫楼（けいくんろう）は1864年から1866年の間に林奠国によって建造された。1867年に手前の第一落内外に護龍と正身、景董門楼が、1883年に林文鳳によって第二落の正身および護龍が完成した。後に林文欽は第三落の護龍と正身、すなわち後楼を1899年に完成させた。1916年南投地震で景董楼の建物群は損傷、1930年11月に再建された。このときに日本式の意匠が取り入れられている。
頤圃
頤圃（いほ）は元は穀倉と客室だった和洋中折衷の建物。1906年（明治39年）6代目の林紀堂が遊戯場所として使い始め、菊を植えた。そして「頤圃」と命名された。1909年から1910年の間、紀堂は2階建ての西洋建築を建て増した。霧峰林家の中では数少ない西洋式となるが、1920年に中国伝統式の護龍・正身様式として改築が始まり1930年に完工した。その後1945年、頤圃の所有者だった鶴年（紀堂の子）は頤圃の地下室の舞池（ダンスホール）を造っている。

### 下厝
草厝
草厝（そうせき）1837年（道光17年）林甲寅が分家したときに茅葺きの三合院（「コ」の字型に囲まれた中国伝統の建築様式）により林宅で最初に建立された。林定邦、林奠国、林四吉と代々居宅として使われ、豪宅・豪邸を意味する「発財厝」とも呼ばれていた。初期は林家の神明庁（祭壇スペース）がここにあったが、大部分は改築されてしまっている。
921地震で著しく損傷し、2017年1月にようやく伝統工法による修復工程が始まった。2019年完工予定。
宮保第
宮保第（きゅうほだい）は台湾随一の閩南式住居。11の開間と第一進から第五進の5進式からなる。1858年に林文察がまず中落（第三進）の正身と左右の護龍を建て、文蔡の死後は勲功により賞が与えられ子の林朝棟が1883年に第一進、第二進を完成させた。下関条約で台湾が清朝から日本に割譲される直前、1895年に後落の第四進、第五進も急いで完成させた。第四進は1935年に一族により撤去された。
大花庁（大花廰）
大花庁（たいかちょう）は林家の宴席や家族での観劇の場として1890年に着工、1894年に完成した。台湾に僅かしかない福州戯台（ステージ）と観客席がある。霧峰林家宅園の象徴的な建物。
二房厝
二房厝（にぼうせき）は林文明が2人の子の居住用として1864年から1870年（清朝暦同治3年から9年）に建設した三大落五進式建築。日本統治時代に改築されている。。
将軍府
将軍府（しょうぐんふ、旧称「二十八間」）は1858年に宮保第と同時に建設。屯軍、郷勇が駐屯するための拠点。馬厩（厩舎）、軍隊弁公室、宿営部屋など計28部屋を備えている。

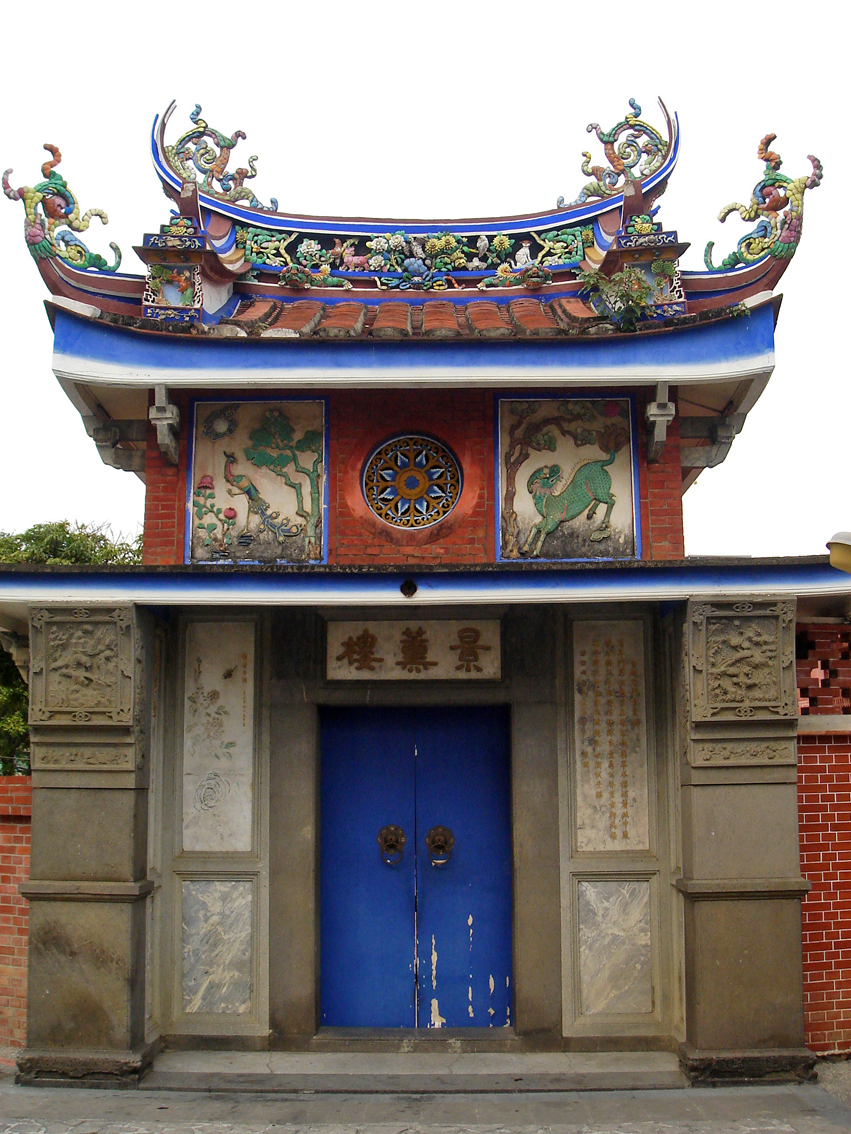
頂厝 景薫楼
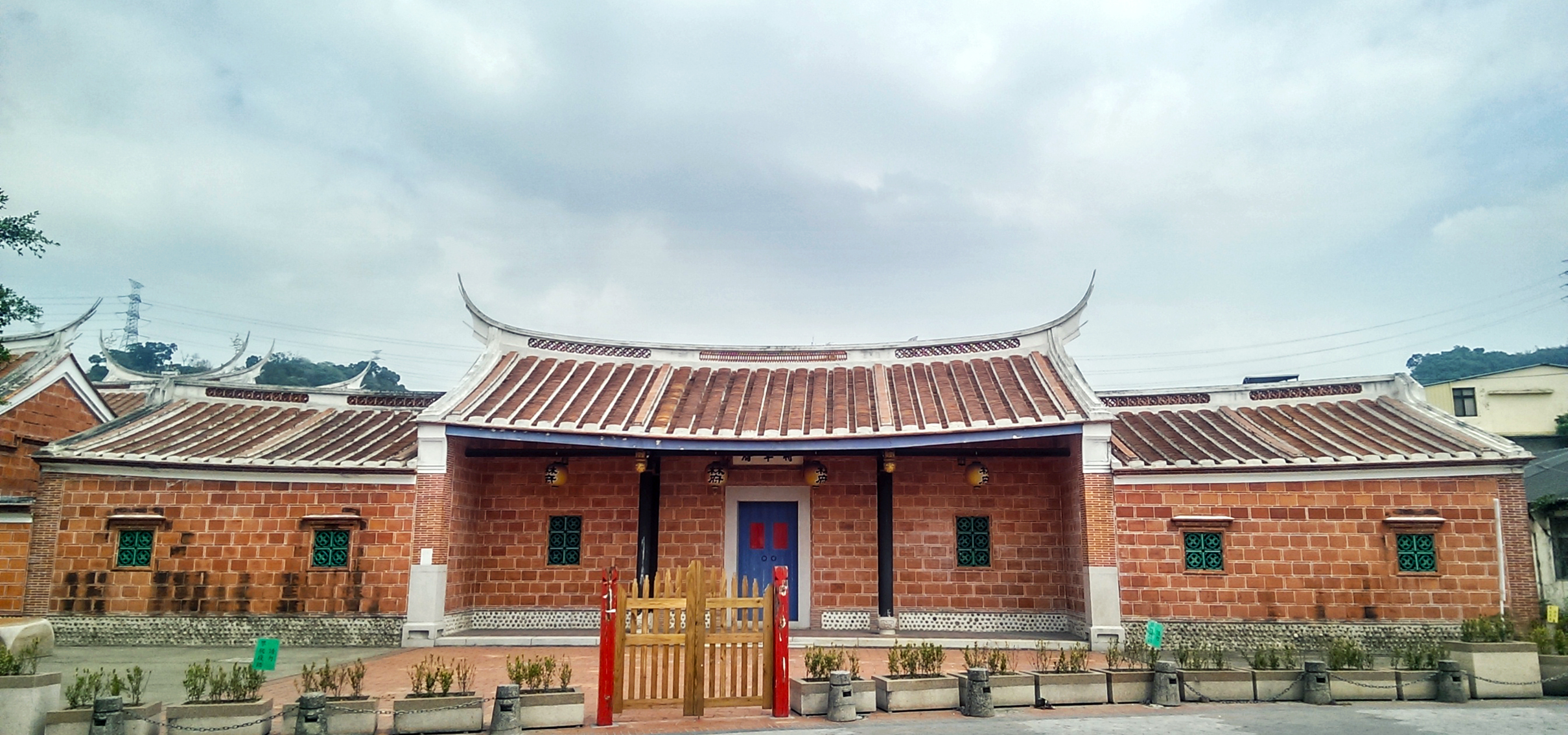
下厝 将軍府
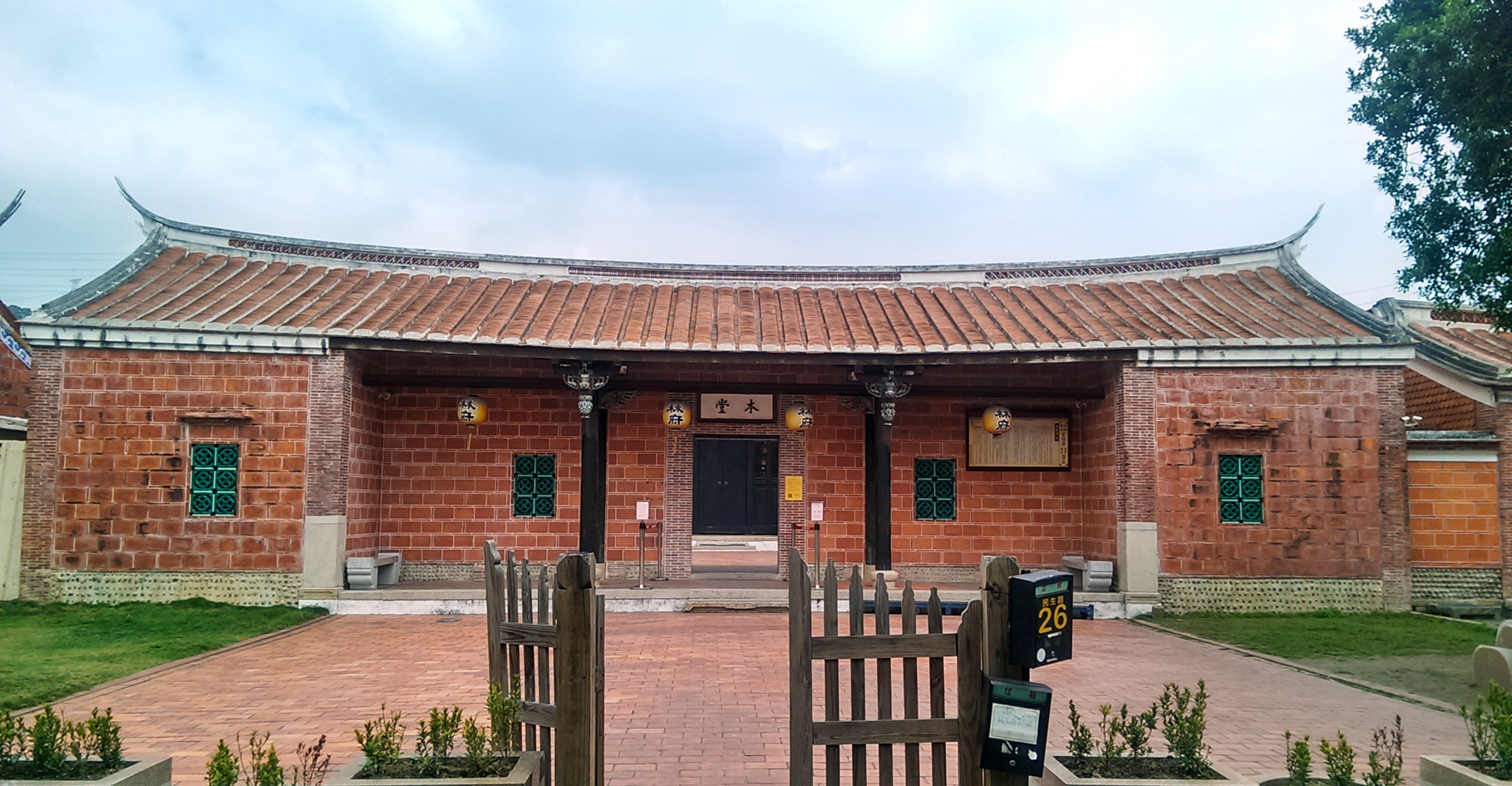
下厝 宮保第門庁
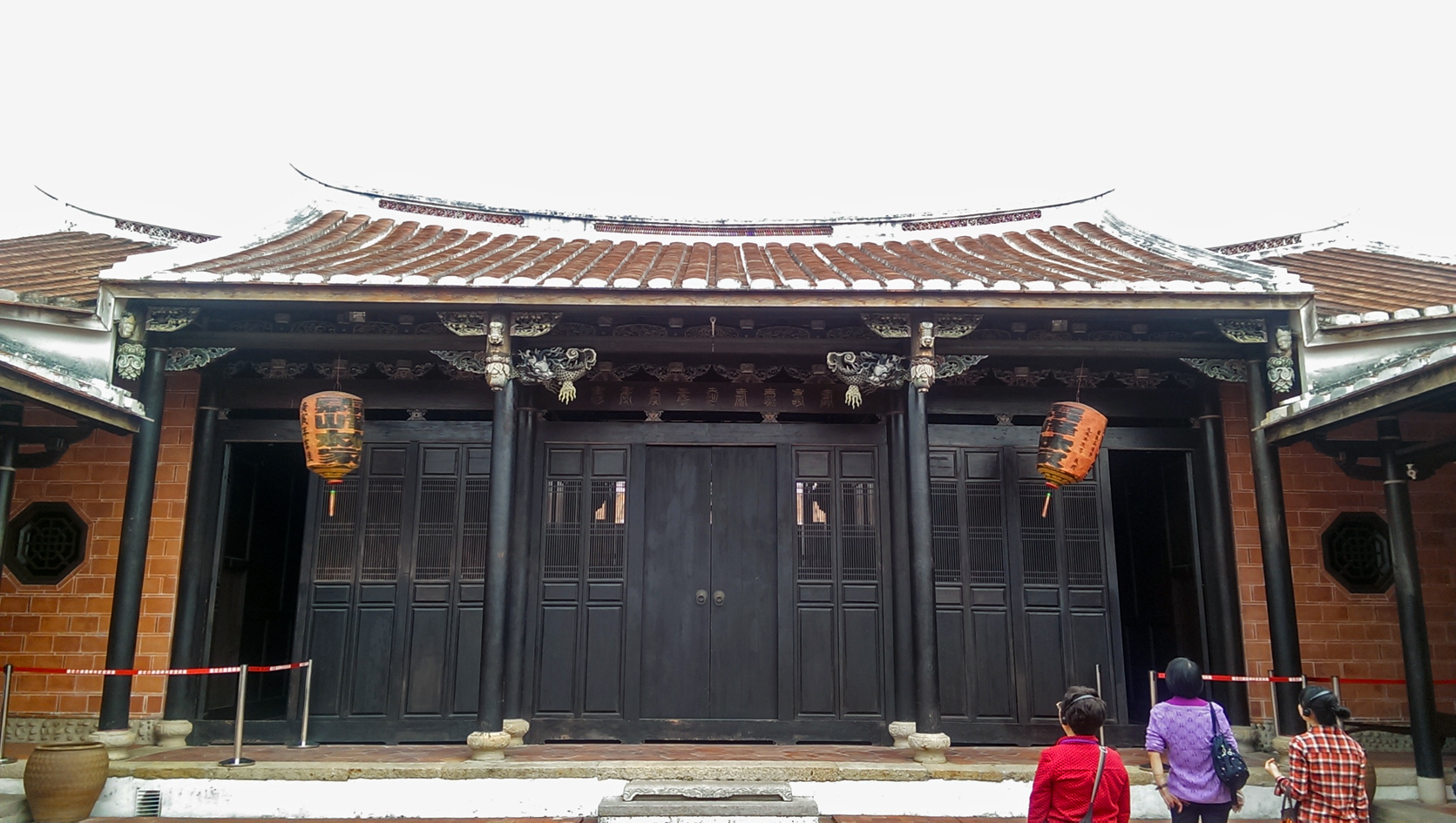
下厝 宮保第第二進
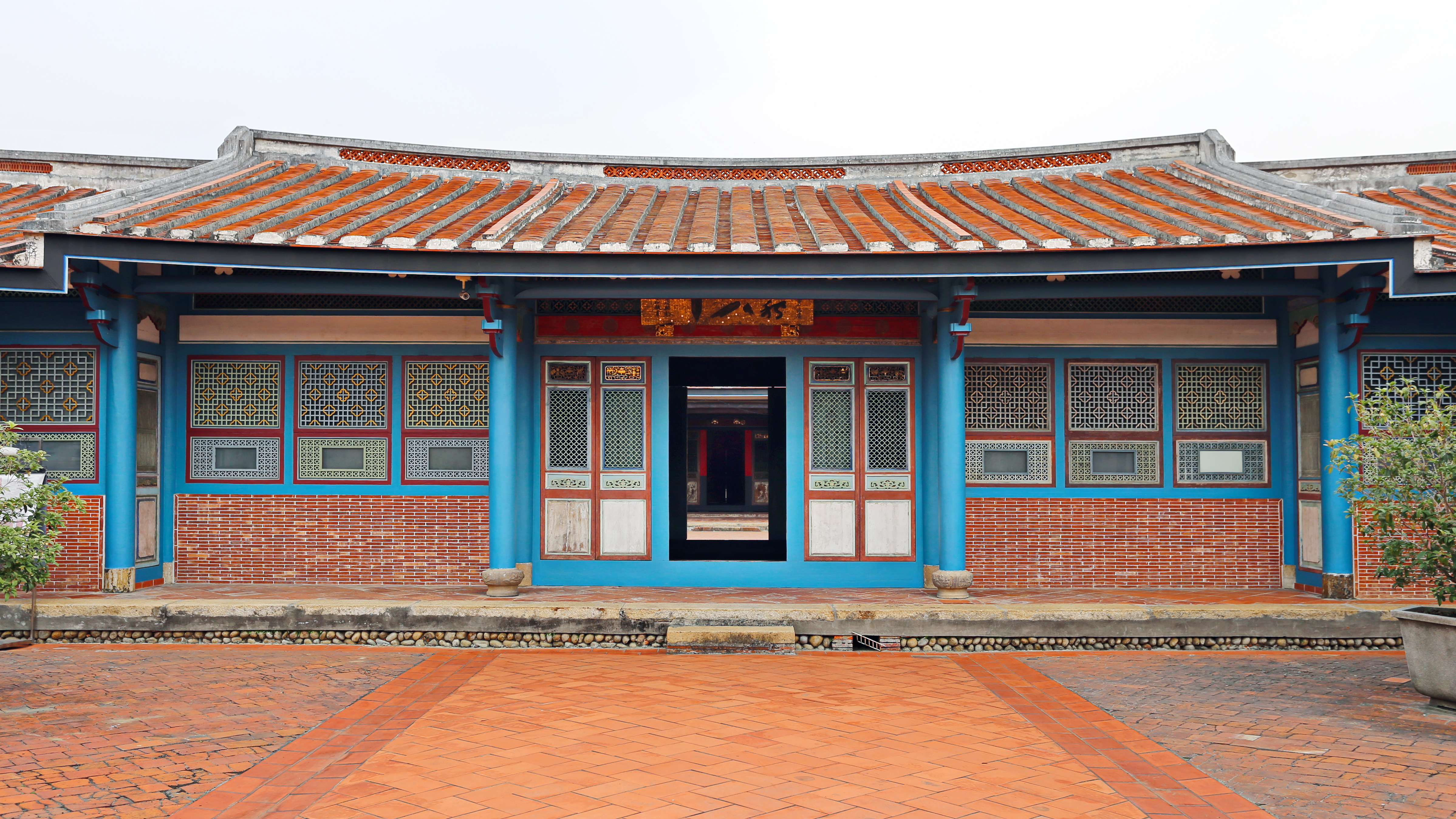
下厝 宮保第第二進
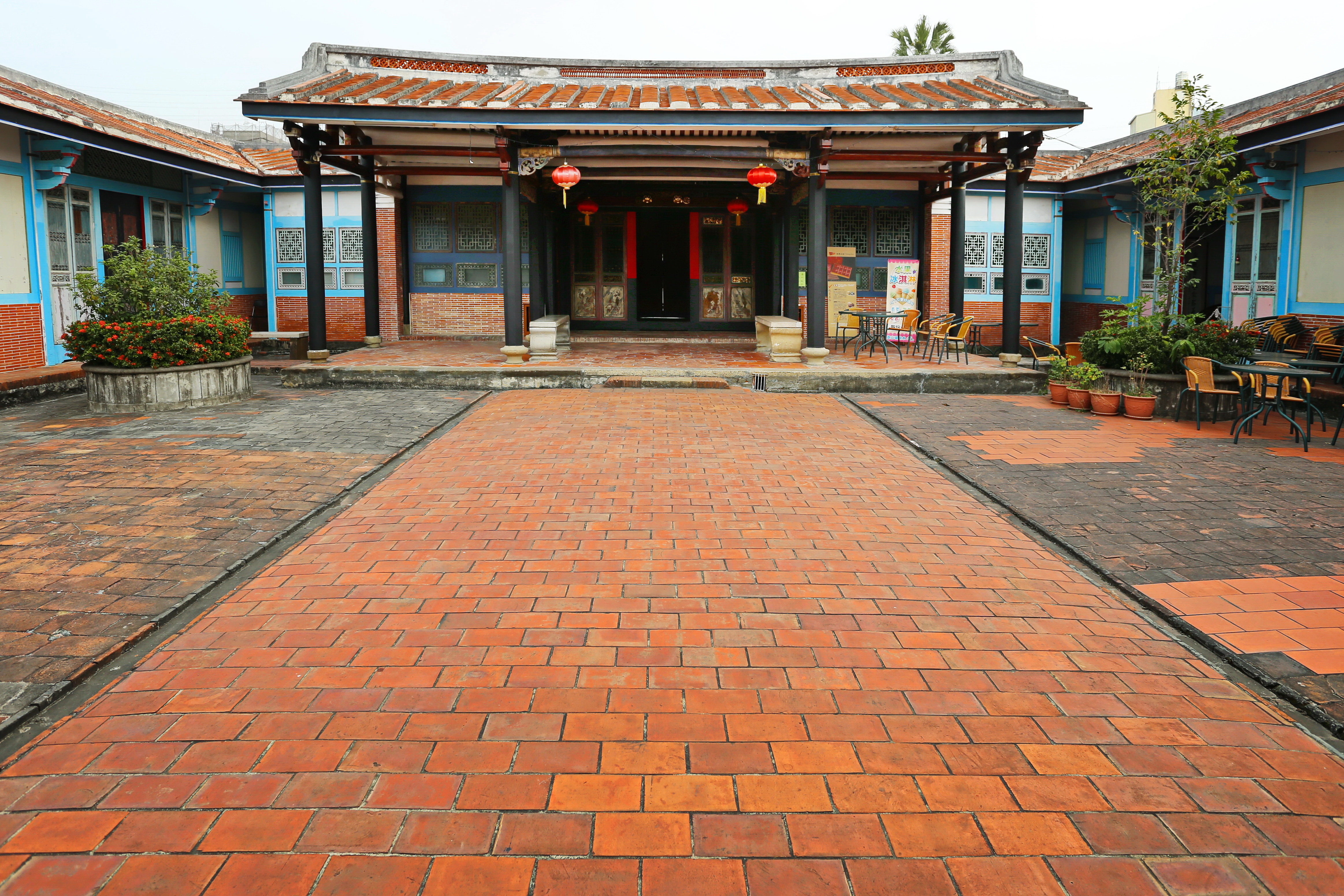
下厝 宮保第第三進
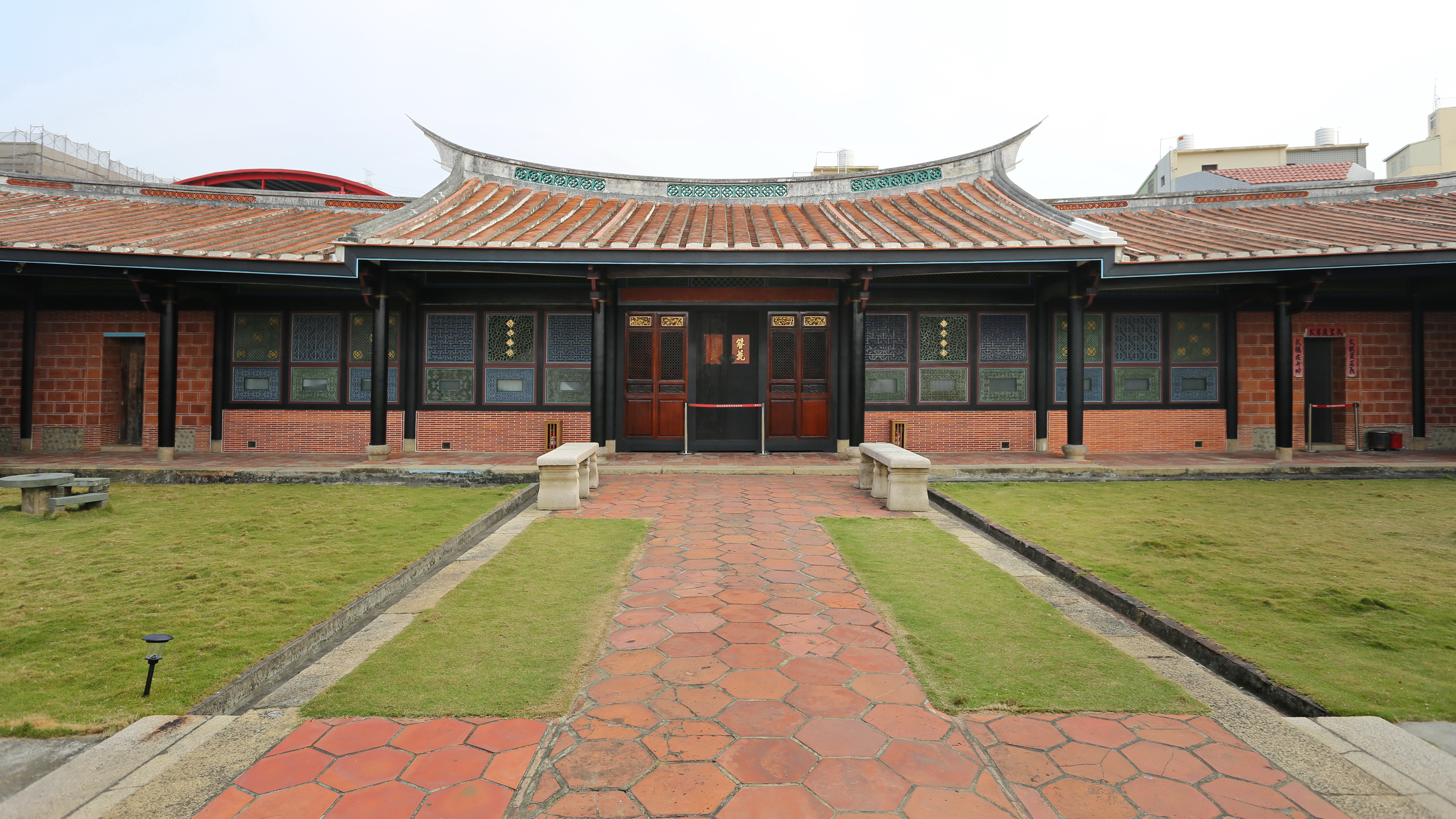
下厝 宮保第第五進
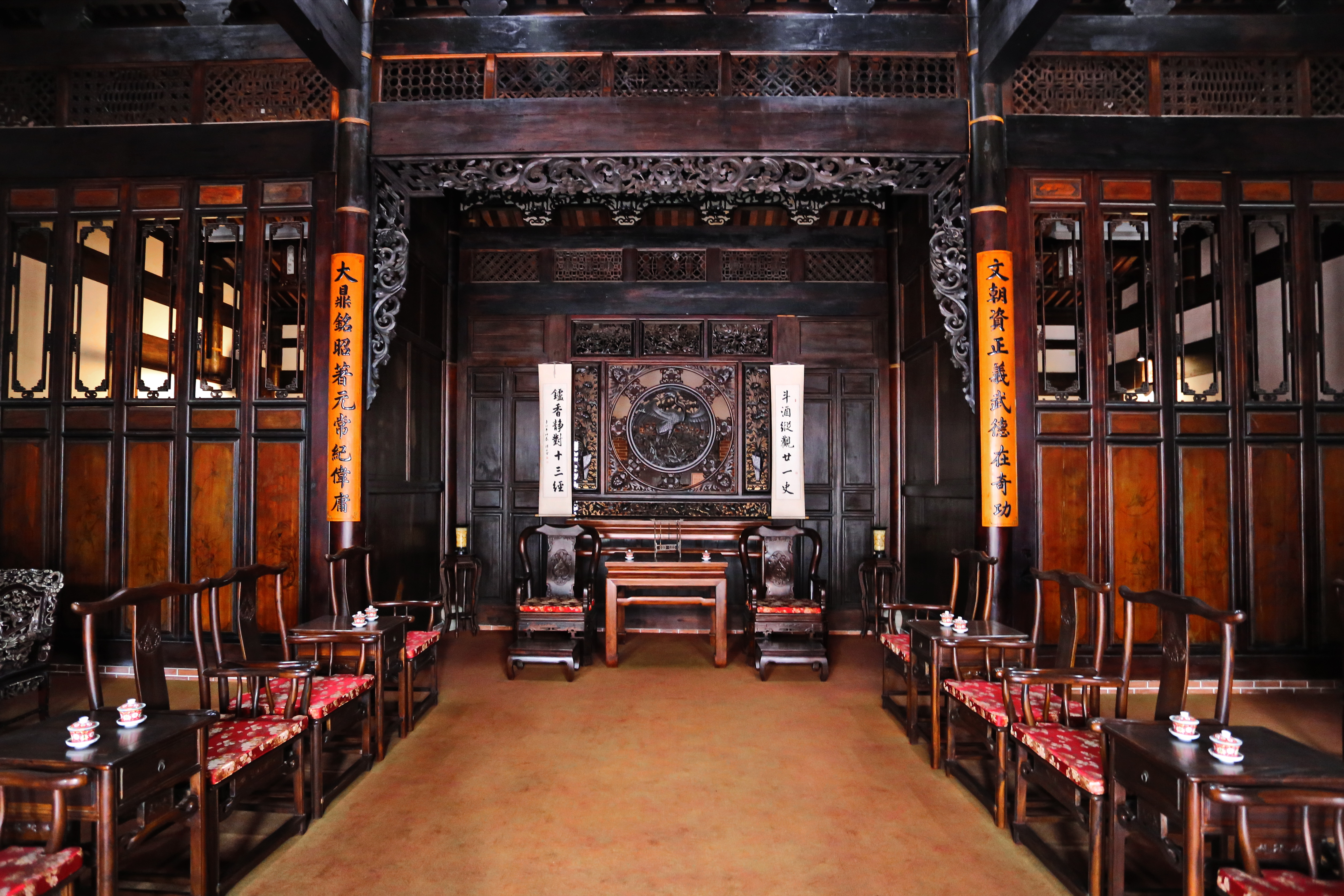
下厝 宮保第大花庁
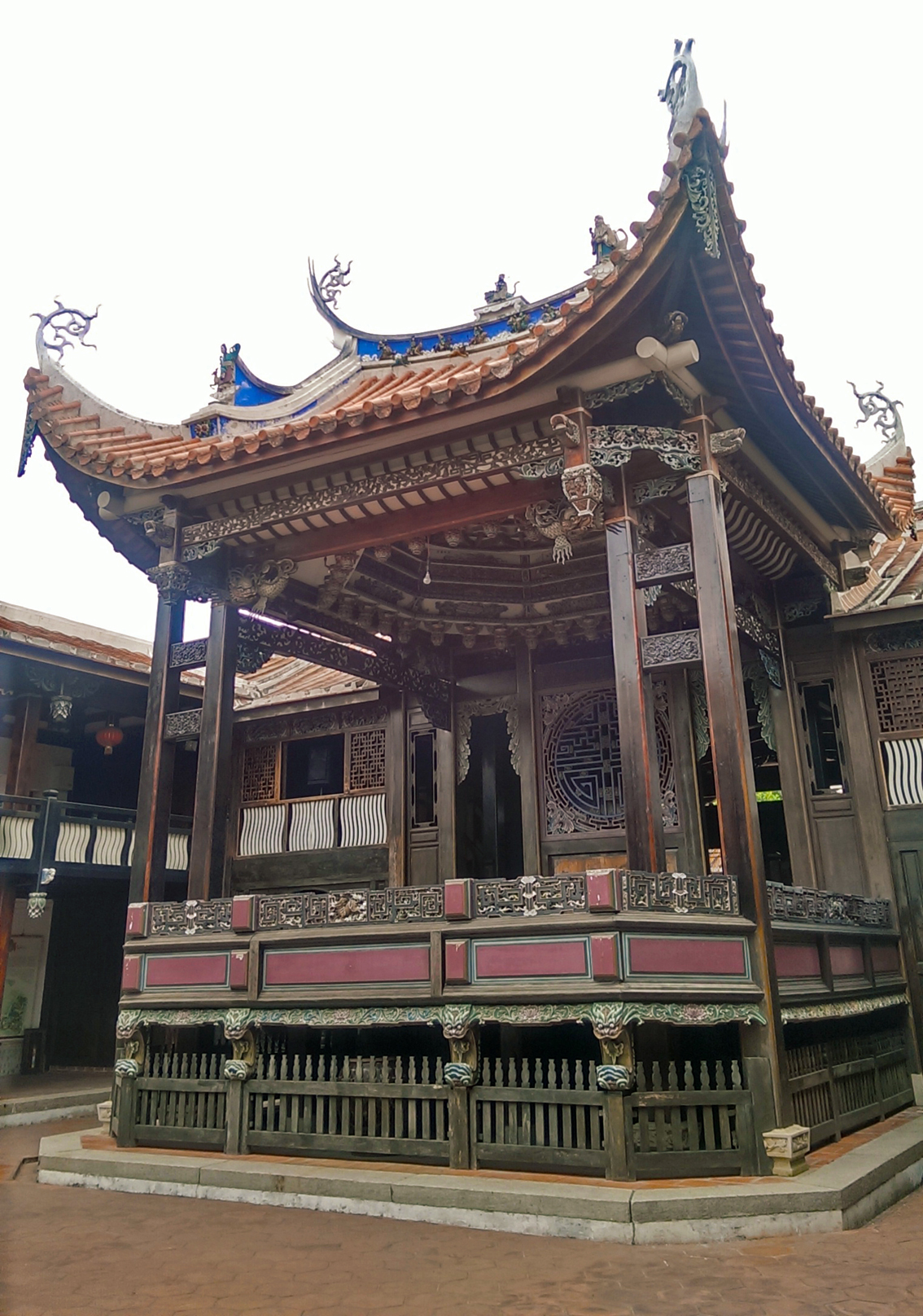
大花庁の福州戯台
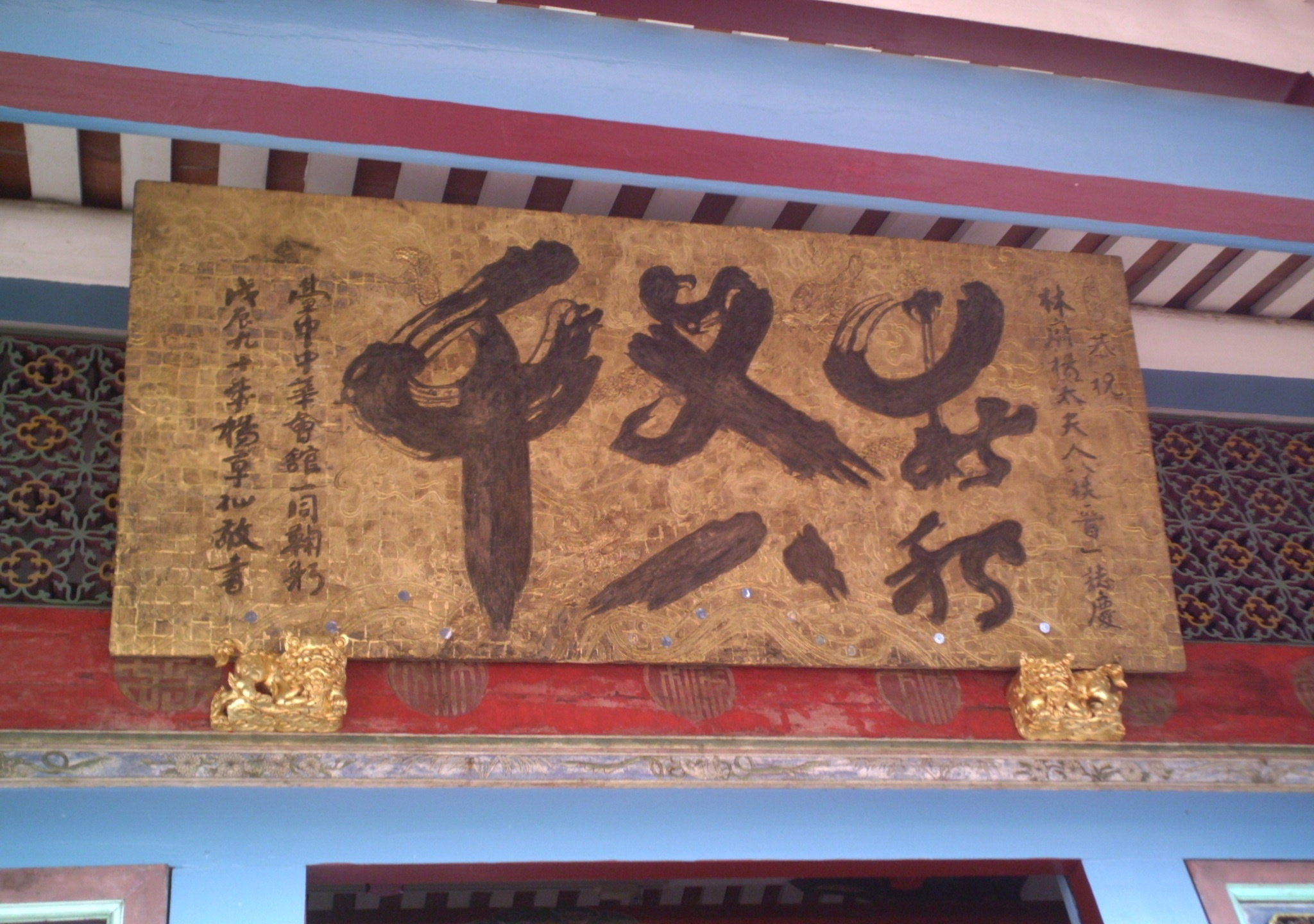
1928年（戊辰年/昭和3年）に書かれた「春秋又八千」の扁額。林朝棟の妻である楊水萍の81歳の誕生日を祝うために書法家の楊草仙（中国語版）が製作[10]。

## 莱園

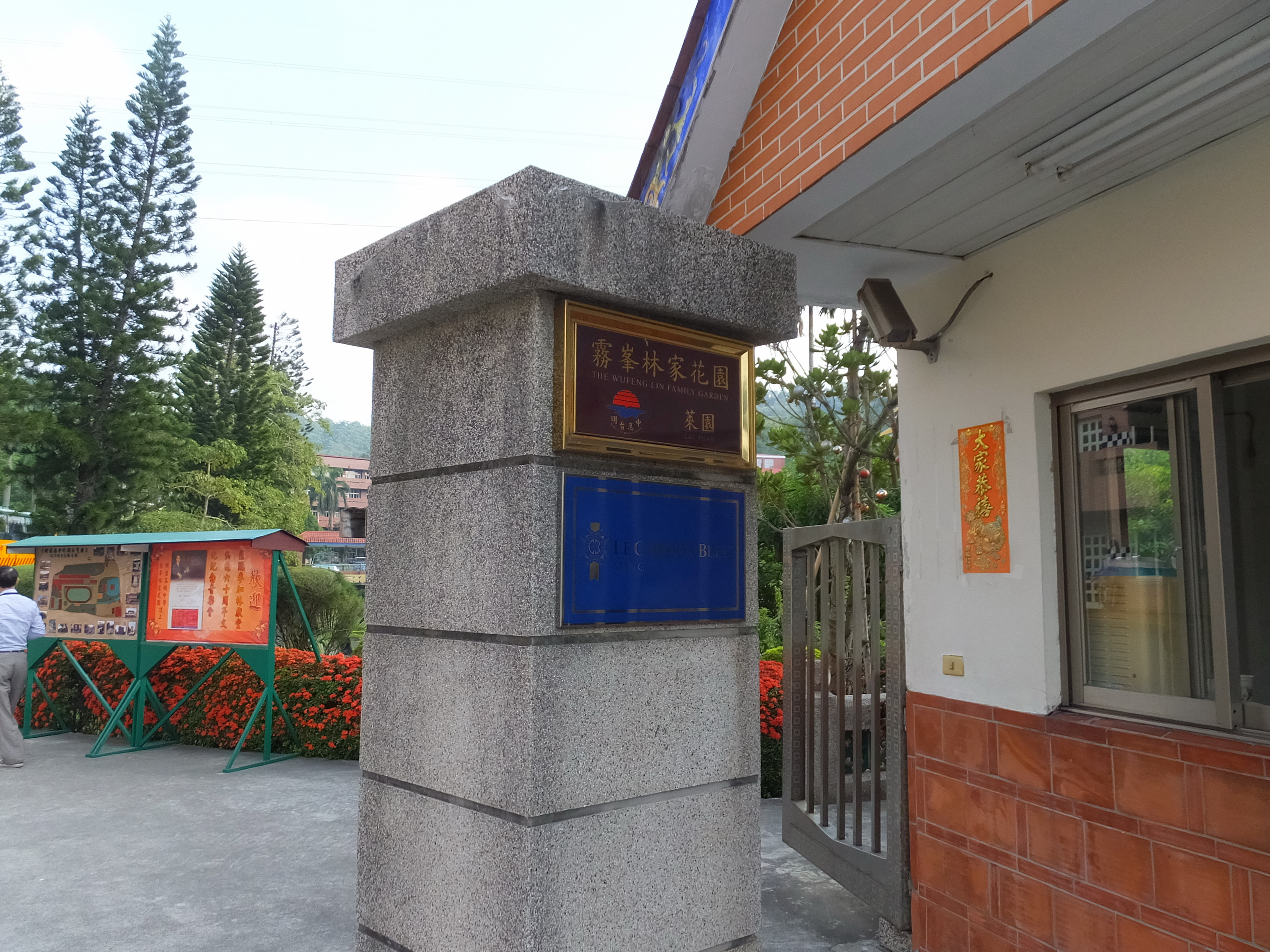
霧峰林家花園 莱園入口

莱園（らいえん、繁体字中国語: 萊園）は頂厝系の林文欽が母のために建てた庭園で通称「林家花園」。現在の明台高級中学校庭内にある。明台高中は林献堂（1881-1956）を中心とする教育者たちが設立した。台湾四大名園（三大、五大の場合でも含まれている）の一つ。
- 木綿橋：元は木製だったが1921年にセメント製で再建された[11]。
- 五桂楼：楼の前に植樹された5本の桂樹は頂厝系の五堂兄弟（烈堂、澄堂、階堂、紀堂、獻堂）を表していることからそう呼ばれている[11]。
- 鉄砲碑：林献堂が建て、進士の陳望曽が碑文を上梓している。林文察が戴潮春の乱で敗残兵を阿罩霧で討伐、平定したことを記念して造られた。
- 飛觴醉月亭：池（小習池）にある中洲「荔枝島」の上に建造された涼亭（東屋）。戯台があり、納涼ではなく対岸の五桂楼から住人が観覧する演劇の場所として使われた[11]。
- 虹橋：飛觴醉月亭にかかる橋。1906年に木造で架けられ、1932年に現在のセメント製になった[11]。
- 櫟社名碑（櫟社二十年題名碑）：1921年に櫟社（中国語版）設立20周年時に設置されたセメント碑。
- 莱園一家石：初代校長だった林攀龍が建立。『萊園一家』と彫られている[11]。
- 林竹山夫子頌徳碑：日本統治時代に推進された日本語教育を拒否し、漢学を教え続けた林竹山（字名：林作敬）の教え子らが1949年8月27日の孔子生誕2500年の日に建立[12]。
- 夕佳亭：園内の重要な高所拠点。夕陽を観覧するのに適している[11]。
- 三十六台階：夕佳亭に向かう途中にある36段の階段[11]・
- 林氏祖塋：林家頂厝系の一族の墓地
- 石頭公：初代林家の林石公を祀るために設置[11]。
- 林允卿銅像：林文欽の像。1935年に建立。1945年に現在の五桂楼付近に移転した[11]。
- 櫟社百週年紀念橋
- 林献堂博物館：元は「林献堂先生文物典蔵館（繁体字中国語: 林獻堂先生文物典藏館）」として政府の「一郷一館」政策推進に伴い2000年に建立。林献堂のコレクションが展示されている[11]。学校の創立70周年2019年5月に博物館としてリニューアルした[13]。

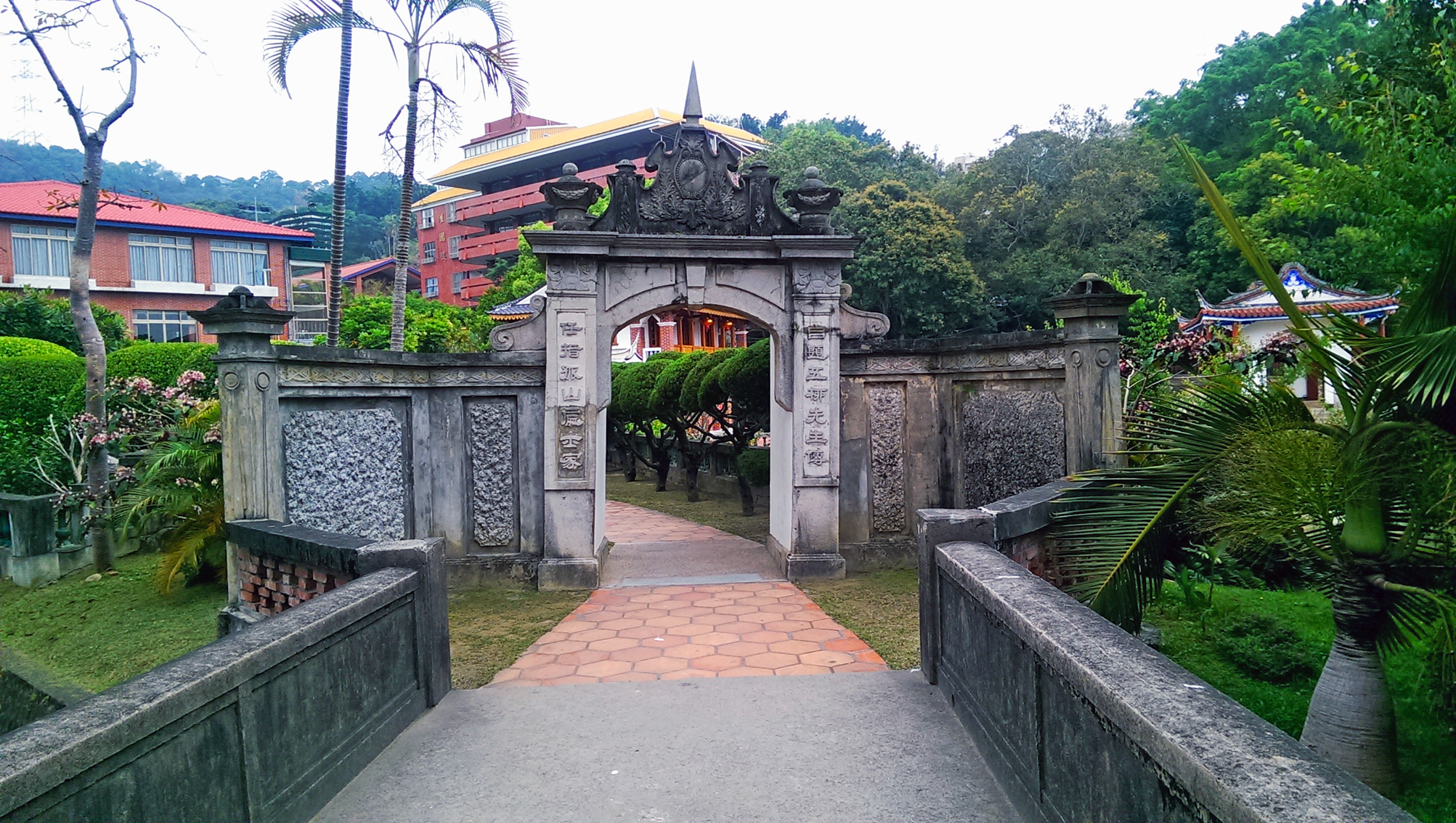
莱園入口と木綿橋
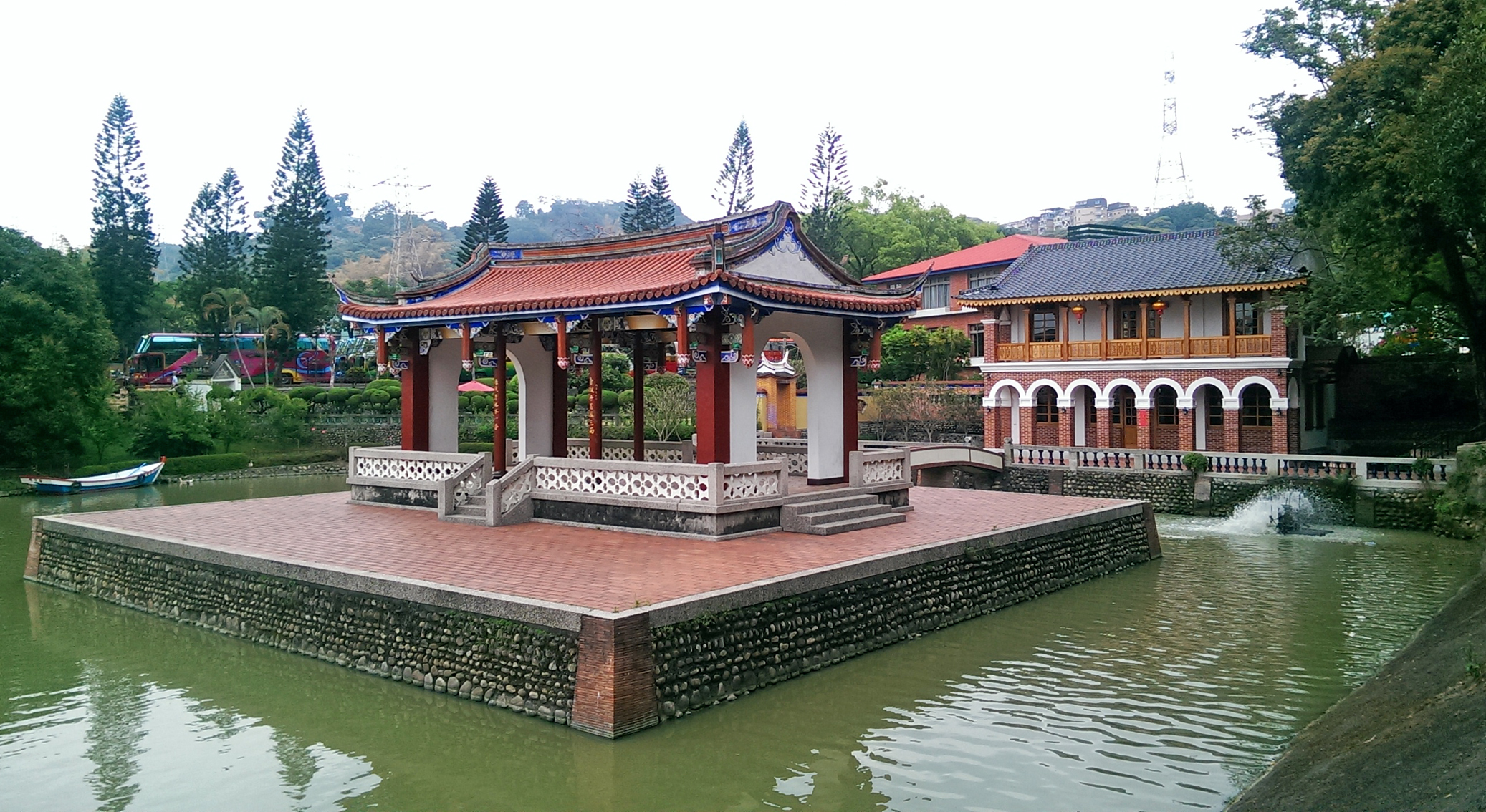
莱園全景
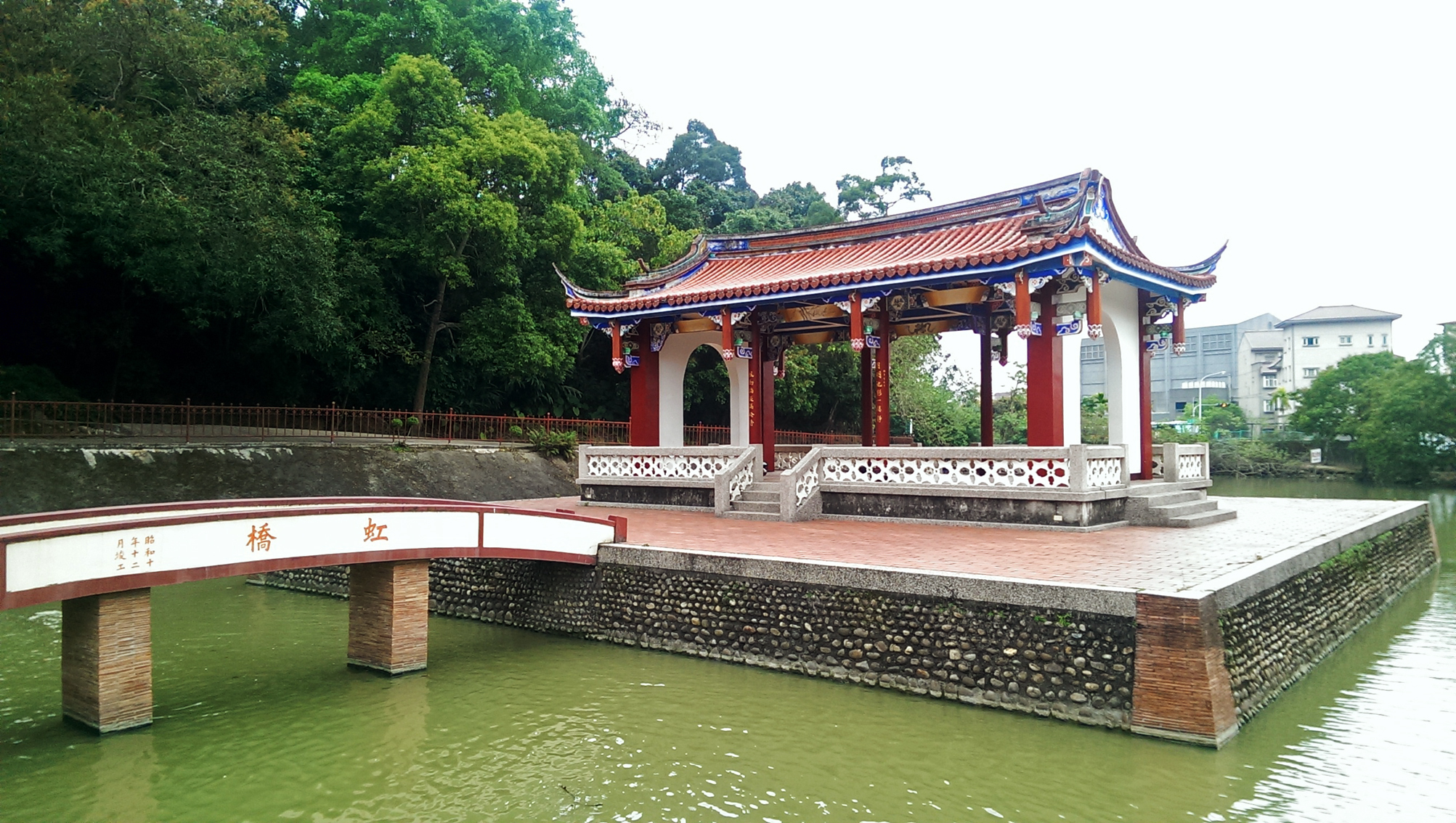
飛觴醉月亭と虹橋
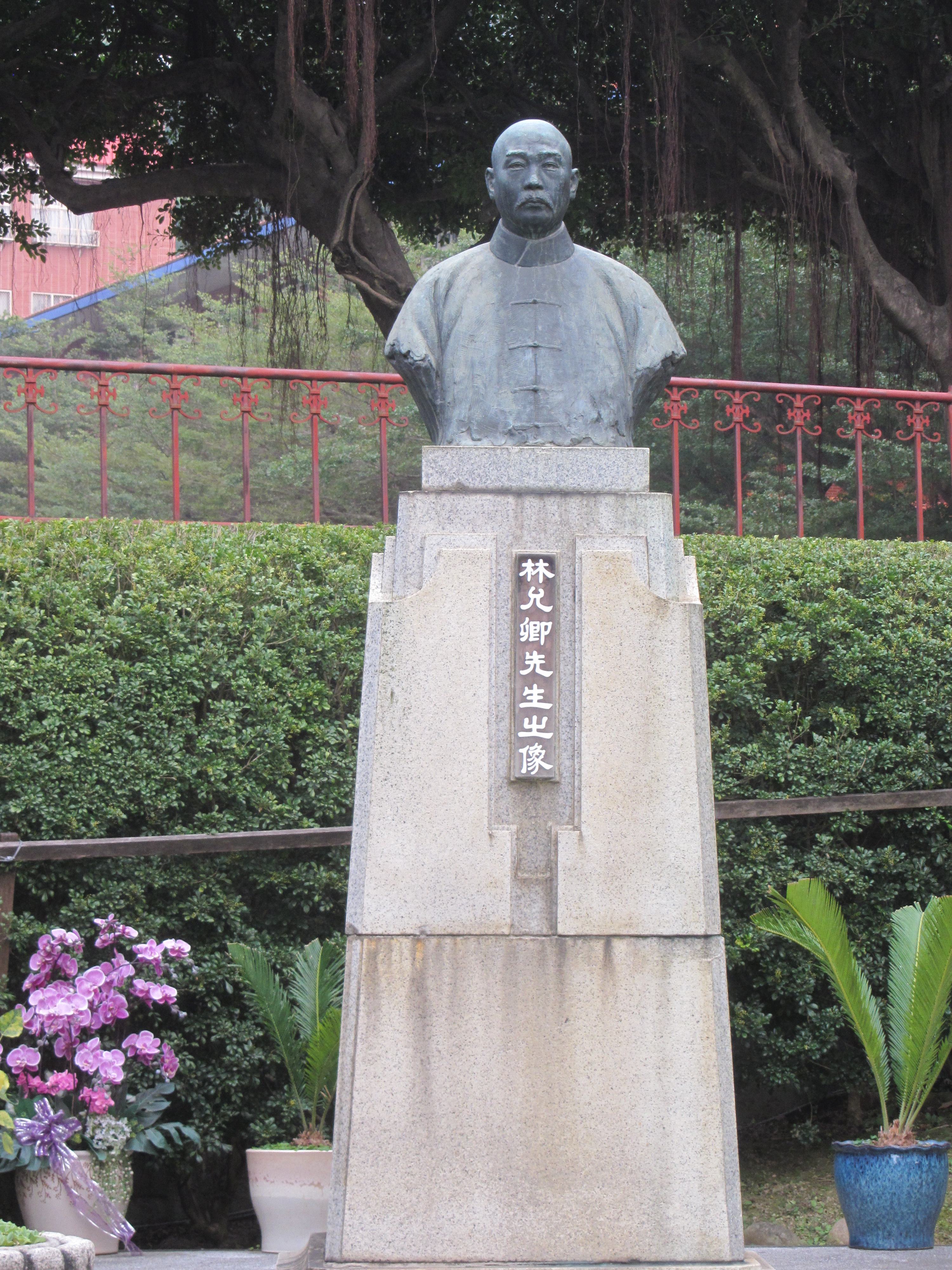
林允卿銅像
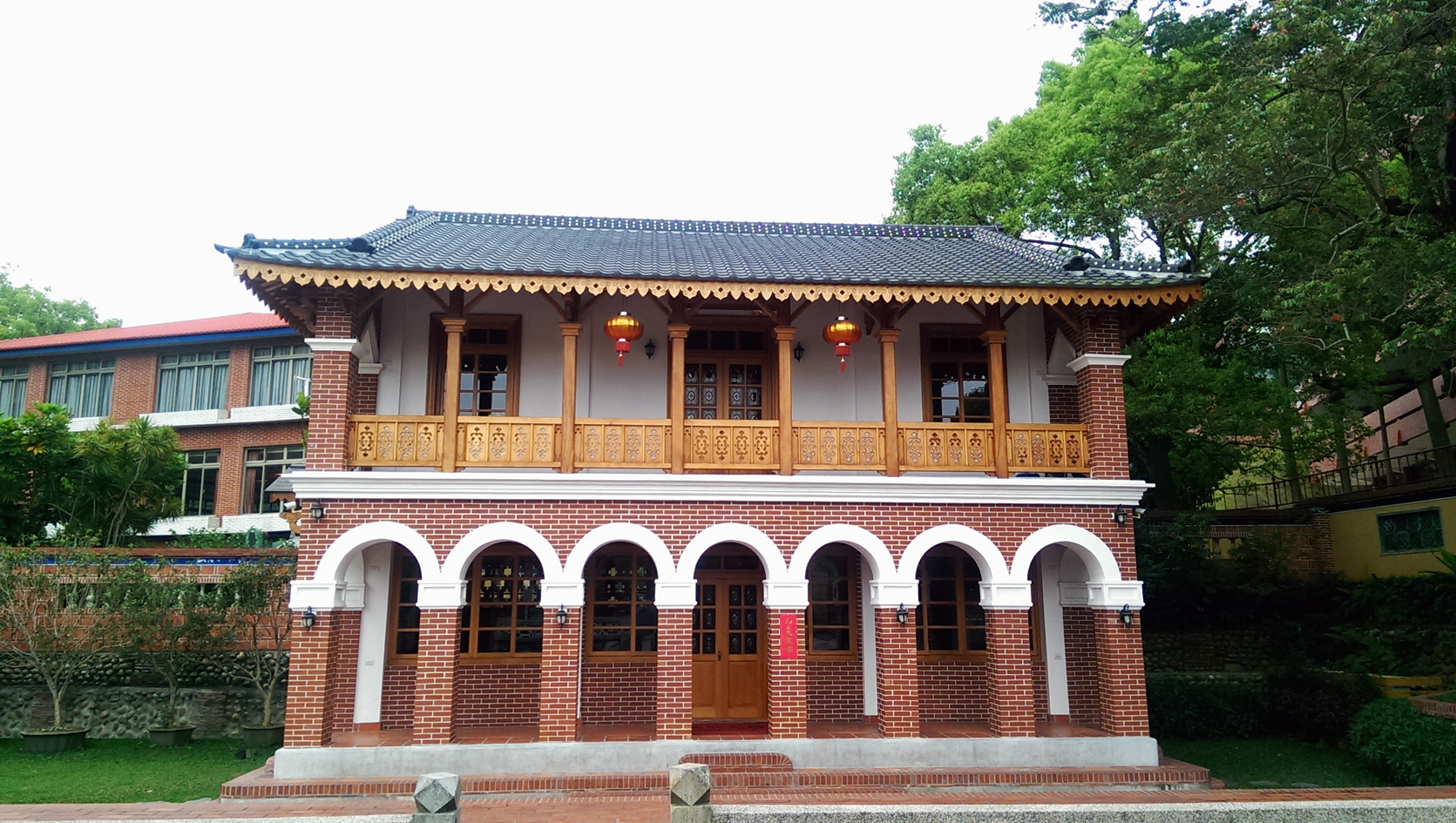
921震災後再建された五桂楼
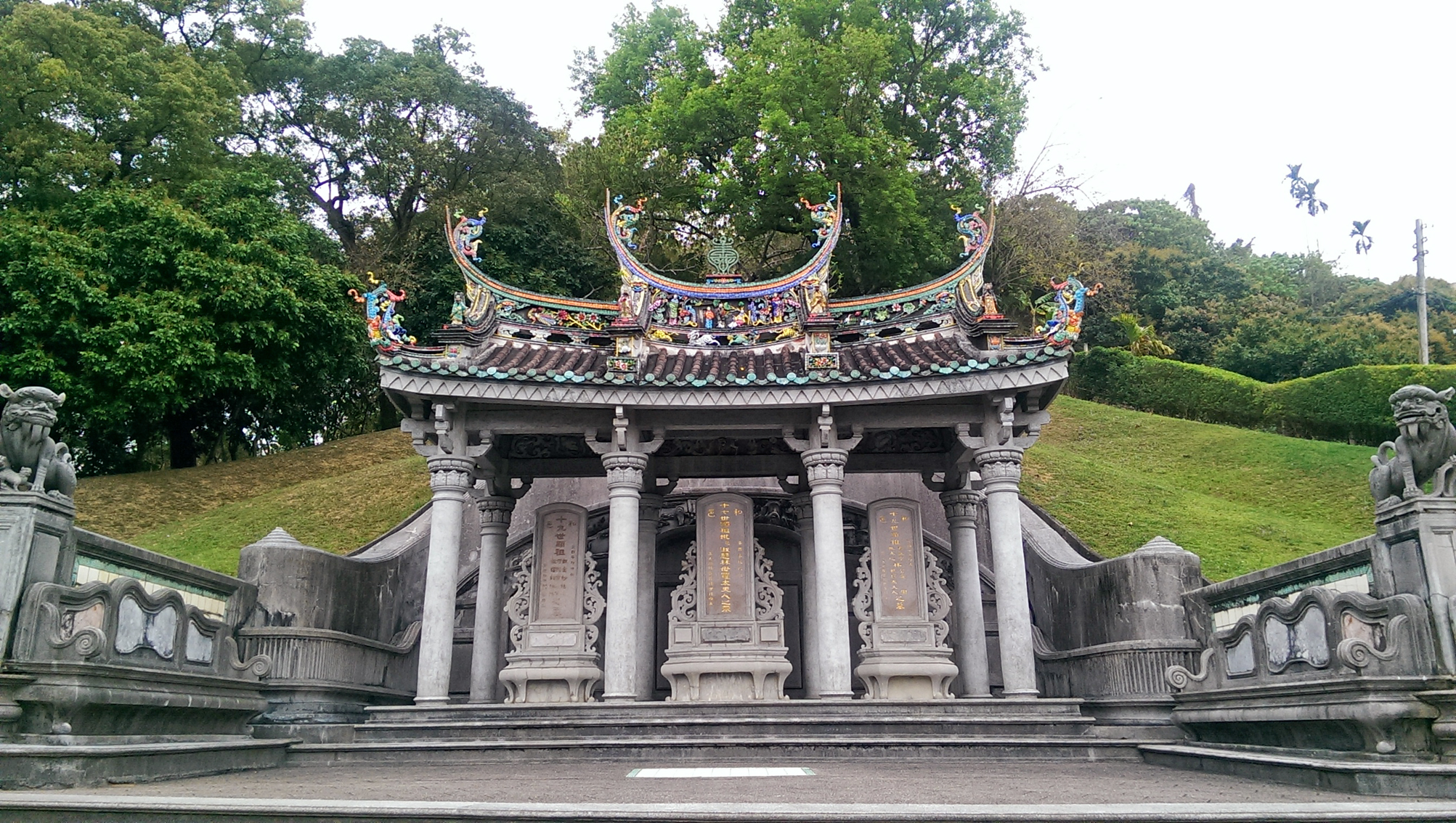
林氏祖塋
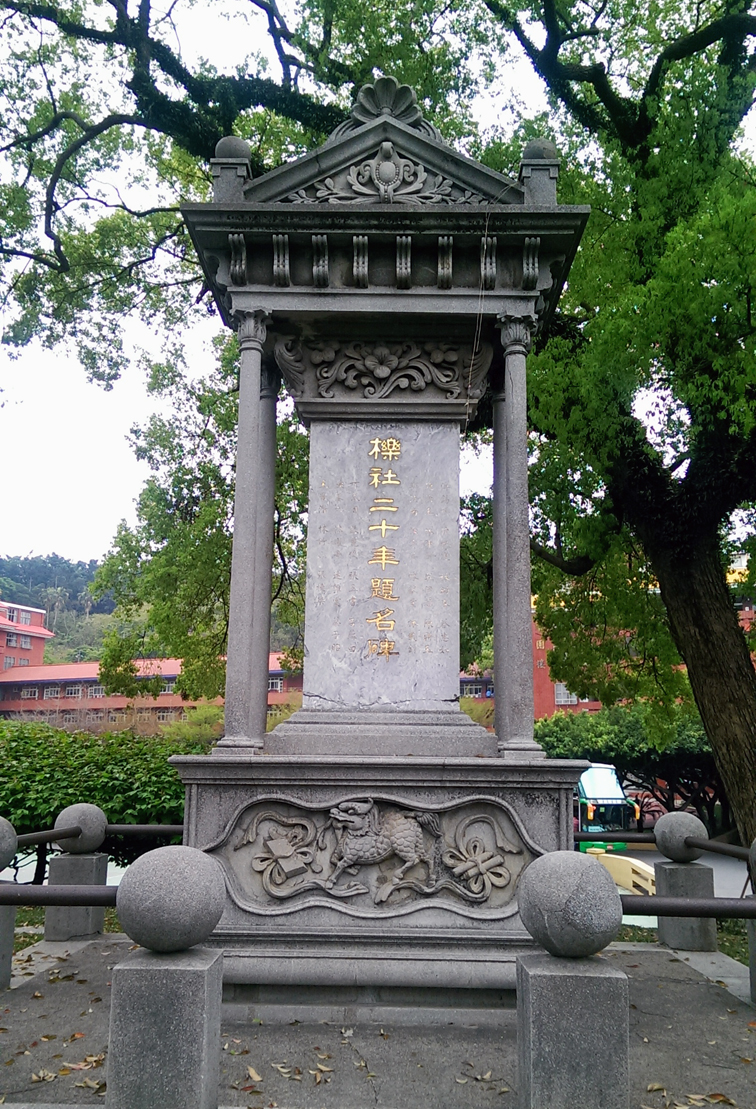
櫟社二十年題名碑
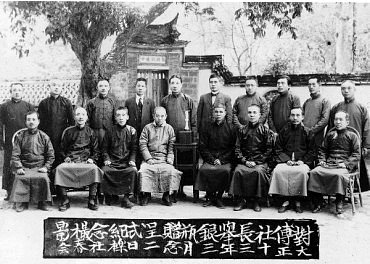
莱園に集まった櫟社詩人（1924年）
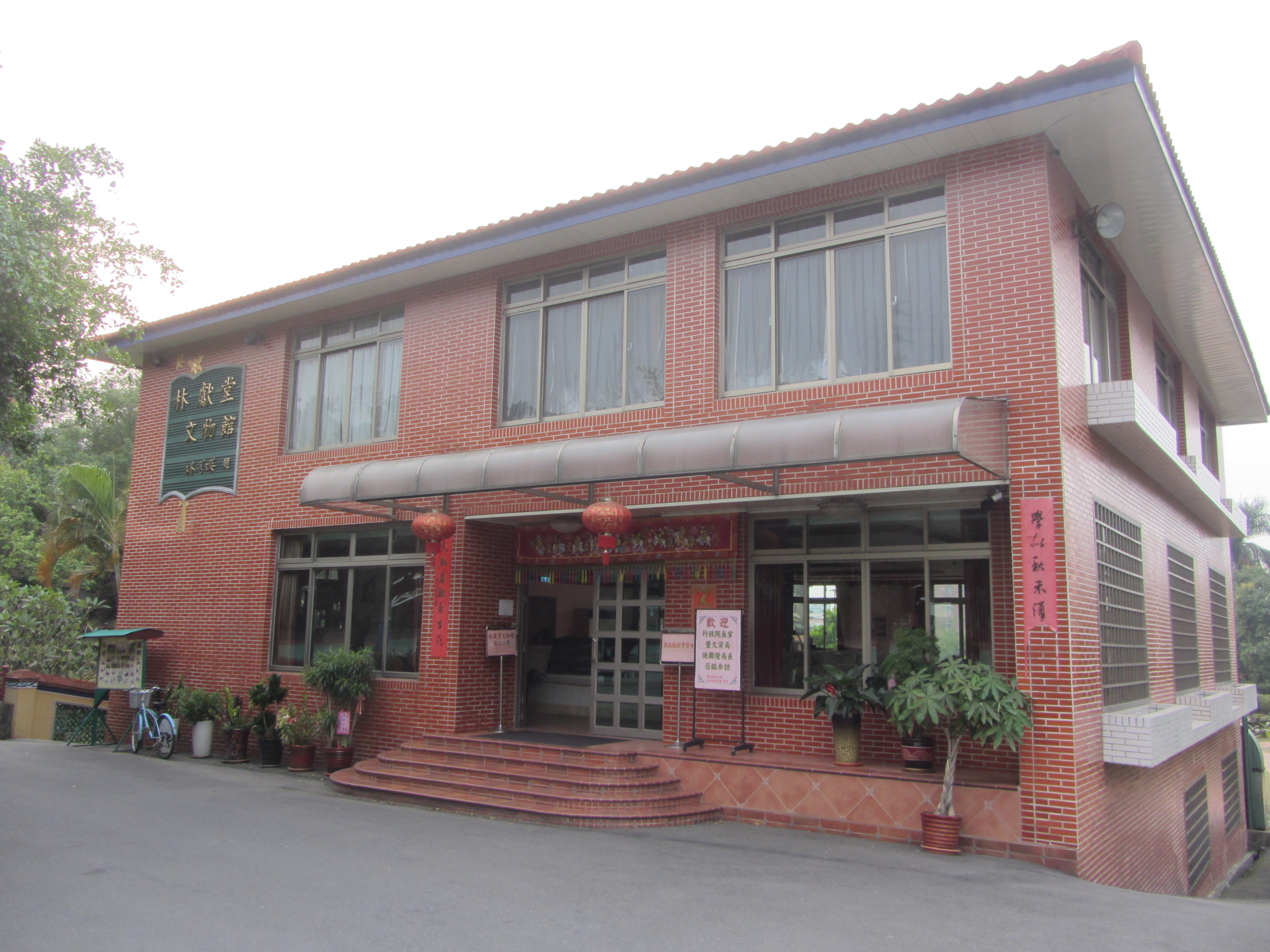
林献堂文物館

## 921大地震の被災状況と現況
林家宅邸と莱園は921大地震後、行政院九二一震災復興推進委員会による経費補助の元で、台中県文化局（現在の台中市文化局）により5ヶ所を復元させる工事を行っている。
頂厝
- 景薫楼群：全壊。修復完了。
- 蓉鏡斎：80%損傷。2019年12月修復完了[15]。
- 新厝：全壊。
- 頤圃：70%損傷。修復完了。

下厝
- 草厝：全壊。2017年1月に着手し、2019年修復完了予定。
- 宮保第：80%損傷。修復完了。
- 大花庁：全壊。修復完了。
- 二房厝：65%損傷。修復完了。

## 舞台となった作品
映画
- 阿罩霧風雲、阿罩霧風雲II：落子（英語版） - いずれも霧峰林家

ミュージックビデオ
- 『I'm Not Yours』 - 蔡依林（ジョリン・ツァイ）が安室奈美恵とコラボレーションした楽曲（2014年発売のアルバム「呸」に収録）は大花庁でMVの撮影が行われた[16][17]。

## 見学
- 莱園：自由に見学可能。（無料）
- 霧峰林家宮保第園区（下厝）：修復中だが一部見学可能。個人は前日までのオンライン予約、団体は電話予約が必要。入園料は250ニュー台湾ドル
- 頂厝：一般開放はしておらず、団体予約のみ。

## アクセス
都心部からバスで約30-40分。
台中市公車
- 台中駅から50路（統聯客運）、201路（台中客運）で霧峰郵局下車徒歩5分
- 朝馬站（全土からの高速バスが経由するターミナル）、高鐵台中駅から151路（中台湾客運）で霧峰郵局下車徒歩5分

公路客運（霧峰下車徒歩5分）
- 全航客運 6268路（台中 - 埔里）
- 総達客運 6322路（台中 - 水里）
- 員林・彰化客運 6870路（台中 - 渓頭）
- 台中・員林・杉林渓客運 6871路（台中 - 杉林渓）
- 台中・南投客運 6899路（台中 - 埔里）
- 員林客運 9120路（台中 - 竹山）

莱園は霧峰林家宮保第園区から徒歩10分弱。